# Olivier Deso
Olivier Deso (né le 2 septembre 1975 à Marseille), est un footballeur français. Durant sa carrière, il évoluait au poste défenseur.

## Biographie
Le 6 septembre 1996, Olivier Deso fait ses débuts en Ligue 1 avec l'Olympique de Marseille, pour affronter le Sporting Club de Bastia au stade Furiani. Titulaire, il ne peut empêcher la défaite de son équipe 2-0.

## Palmarès
- Ararat Erevan
  - Championnat d'Arménie de football
    - Vainqueur : 1993[2]

  - Coupe d'Arménie de football
    - Vainqueur : 1993, 1994, 1995[2]

- Olympique de Marseille
  - Championnat de France de football de Ligue 2
    - Vice-champion : 1996

## Carrière de joueur
- 1991-1992:  RC France
- 1992-1995:  Ararat Erevan
- 1995-1997:  Olympique de Marseille
- 1997-1998 :  ESTAC Troyes
- 1998-décembre 1998:  RC France
- janvier 1999-1999 :  ESTAC Troyes
- 1999-2000 :  Ararat Erevan[3]